# Rambouillet-får
Rambouillet-fåret er en fransk fårerace, der især er kendt for den fine kvalitet af ulden (og kød). Racen kaldes også Rambouillet Merino eller fransk merino.

## Historie
Fremavl af racen begyndte allerede i 1786, da Ludvig XVI købte over 300 spanske merino-får af sin fætter Karl III. Fåreflokken fragtedes til Ludvig XVI's gård Bergerie royale (nu Bergerie nationale) i byen Rambouillet. Flokken blev kun avlet her, og ikke et eneste individ blev solgt i mange år frem. I 1889 dannedes Rambouillet Association i USA med det formål at bevare racen. En stor del af fårene i det vestlige USA er helt eller delvis Rambouillet.